# 卡诺韦利亚斯
卡诺韦利亚斯，是西班牙加泰罗尼亚巴塞罗那省的一个市镇。总面积7平方公里，总人口12912人（2001年），人口密度1845人/平方公里。